# 范育红
范育红（1972年8月15日—），是一名退役中国足球运动员、深圳队的元老级球员。曾任深圳足球俱乐部总经理兼主教练。

## 简介
1987年，范育红进入河北队。1994年加入刚刚组建的深圳足球俱乐部，成为深圳队第一代球员，范育红曾随深足从乙级打上甲A，并长期担任深足队长。2003年转到广东雄鹰，在那里结束球员生涯。
范育红退役后，在深圳科健二队任主教练，后参与组建南山少年足球俱乐部并任董事长，一直从事青少年足球工作。
2009年1月，某香港财团与南山少年足球俱乐部收购深圳足球俱乐部后，范育红任深圳队总经理兼主教练，8月南粤德比惨败成为范育红下课的导火索，总经理职位同样不保。
2012年担任新注册的深圳风鹏领队，之后在2013年曾任球队主教练，并取得了不俗战绩将球队带到南区第二位置。
2016年12月，江西联盛官方宣布经过多方权衡后，范育红成为球队新任主教练，在2017年带领球队征战各项赛事。